# Gyula Tost

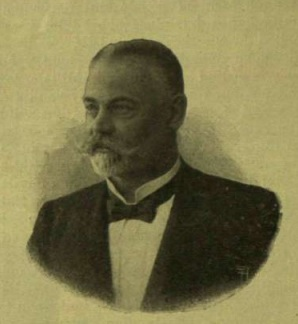
Gyula Tost, 1906

Gyula Tost, seit 1890 Tost von Bányavölgy (* 16. November 1846 in Bányavölgy, Komitat Sáros; † 24. Oktober 1929 in Budapest) war ein ungarischer Politiker und 1906 kurzzeitig Minister für Kultus und Unterricht.

## Leben
Tost studierte Jura an der Universität in Pest und wurde 1871 Staatsanwalt bei der Staatskasse. Von 1872 bis 1878 war er Abgeordneter des Reichstags. Ab 1887 war er Sektionsrat im Ministerium für Kultus und Unterricht und wurde 1892 zum Ministerialrat befördert. Im Zuge der Ungarische Krise (1905) wurde Tost am 6. März 1906 in der Beamtenregierung von Ministerpräsident Géza Fejérváry zum Minister für Kultus und Unterricht ernannt. Seine Amtszeit endete jedoch etwa einen Monat später mit dem Rücktritt Fejérvárys am 8. April 1906.
Seinen Namen trägt der nahe Pilisszentkereszt im Pilis gelegene Tost-szikla (Tost-Felsen) ⊙.